# 2A42

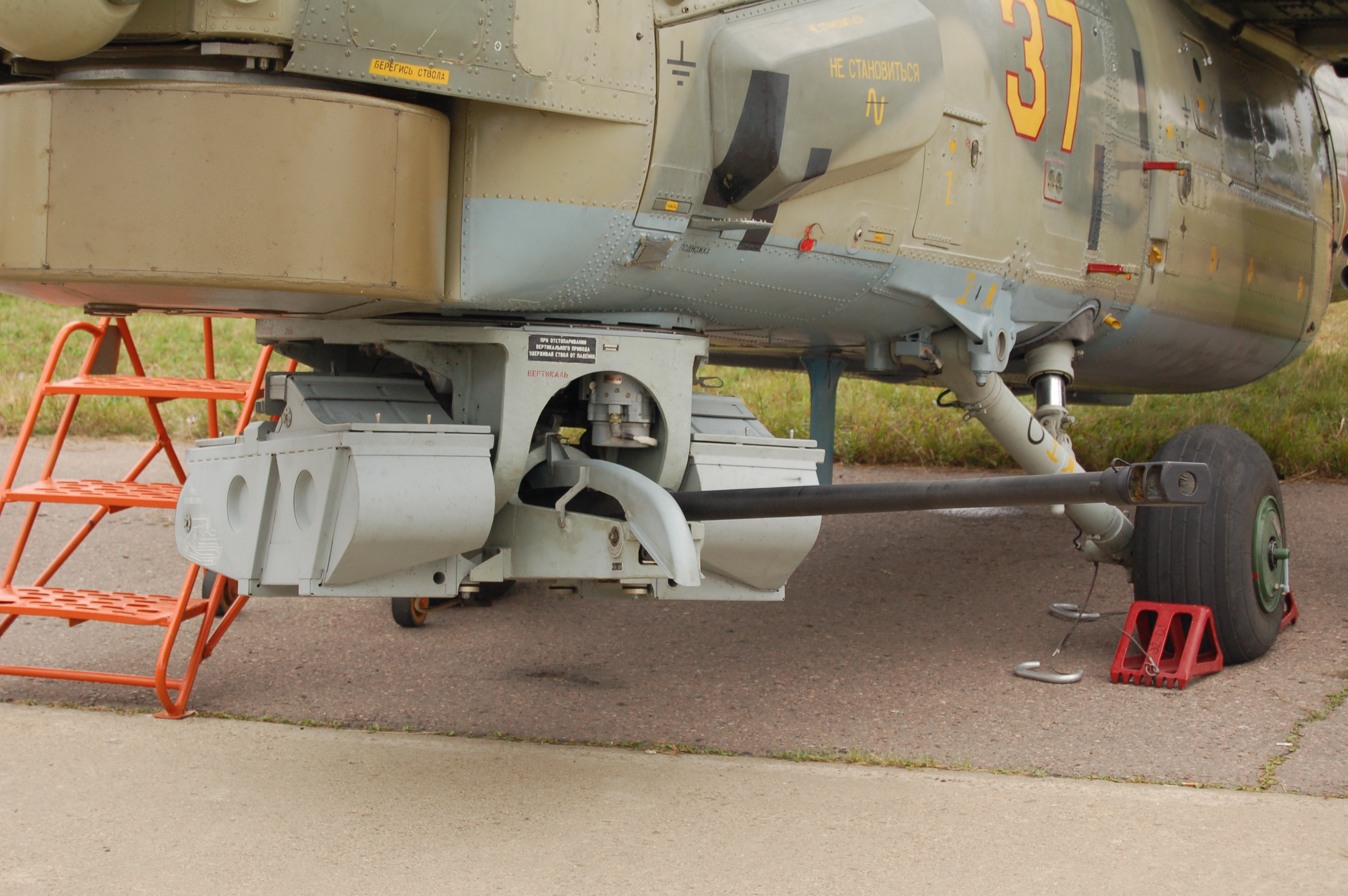
Mi–28 harci helikopter orr része alatt, forgatható toronyban elhelyezett 2A42 gépágyú

A 2A42 egy 30 mm-es gépágyú, melyet az oroszországi KBP tervezőiroda fejlesztett ki és a Tulamaszavod vállalat gyárt. Gyengén páncélozott célok ellen 4000 m-ig, élőerő és páncélozatlan célok ellen 4000 m-ig hatásos, emellett legfeljebb 2000 m-en repülő, hangsebesség alatti célok ellen is használható, 2500 m ferde hatótávolságig. Harcjárműveken és harci helikoptereken egyaránt alkalmazzák az 1980-as évek óta.
A fegyvert a KBP-ben Vaszilij Grjazev és Arkagyij Sipunov vezetésével fejlesztették ki az 1970-es évek második felében. Az első kísérleti példányok 1978-ban készültek el a Tulamaszavod vállalatnál.
A fegyver gázelvezetéses rendszerű. A hátralökés csökkentésére amortizátorral látták el, amely lövésnél 30–35 mm-es hátrasiklást biztosít, emellett csőszájfékkel is felszerelték. A fegyvercső huzagolt, a huzagok száma 16 db. Tűzkésszé tétel manuálisan vagy piropatronnal lehetséges, utóbbi esetben három piropatron áll rendelkezésre. Egyeslövés, valamint nagy és kis tűzgyorsaságú sorozatlövés adható le belőle. A lőszerjavadalmazás kéthevederes rendszerű, a különböző lőszerekkel töltött hevederek közül a fegyverkezelő választhat lövés közben. A gépágyúhoz használt két alapvető lőszer típus a repesz-gyújtó és páncéltörő-nyomjelző lőszer, melyek elektromos gyújtásúak. A lőszerjavadalmazás a harcjármű, illetve a harci helikopter típusától függ, maximálisan 500 db több rakaszban elhelyezve.
A fegyver másolatát Ukrajnában a kamjanec-pogyilszkiji Finommechanikai Üzem ZTM–2, a lvivi LORTA cég LVG–30 jelzéssel gyártja.

## Alkalmazása

### Szárazföldi változata
- BMP–2
- BMD–2
- BMD–3
- BTR–90
- BTR-T
- BMPT

### Repülőgép-fedélzeti változata
- Ka–50
- Ka–52
- Mi–28N

## Műszaki adatai
- Űrméret: 30 mm
- Lőszer: 30×165 mm
- Hossz: 3027 mm
- Huzagok száma: 16
- Huzagolás emelkedése: 715,5 mm
- Tömeg: 115 kg (külön a fegyvercső 38,5 kg)
- Lövedék kezdősebessége: 960 m/s
- Tűzgyorsaság:
  - Nagy tűzgyorsaságú üzemmódban: 550 lövés/perc
  - Kis tűzgyorsaságú üzemmódban: 200–300 lövés/perc
- Páncélátütő képesség: 18–20 mm (1000 m-es céltávolság és 60 fokos dőlésszög esetén)
- Hátralökés: 40–50 kN
- Elektromos berendezések és gyújtó: 27 V-os, egyenáramú

## Külső hivatkozások
- A 2A42 gépágyú a gyártó Tulamaszavod honlapján (oroszul)
- A 2A42 gépágyú felépítése és működése (oroszul)